# Profesor woodwardiano de geología
El puesto de profesor woodwardiano de geología o catedrático woodwardiano de geología (Woodwardian Professor of Geology) corresponde a un cargo docente de la Universidad de Cambridge. Fue fundado por el geólogo y naturalista John Woodward en 1728. Woodward dictaminó que el profesor sería elegido por el arzobispo de Canterbury, el obispo de Ely, el presidente de la Royal Society, el presidente del Royal College of Physicians, el miembro del parlamento de la Universidad de Cambridge, y el claustro universitario. 

## Titulares del Profesorado Woodwardian de Geología
- Conyers Middleton, 1731
- Charles Mason, 1734
- John Michell, 1762
- Samuel Ogden, 1764
- Thomas Green, 1778
- John Hailstone, 1788
- Adam Sedgwick, 1818
- Thomas McKenny Hughes, 1873
- John Edward Marr, 1917
- Owen Thomas Jones, 1930
- William Bernard Robinson King, 1943
- Oliver Meredith Boone Bulman, 1955
- Harry Blackmore Whittington, 1966-1983
- Ian Nicholas McCave, 1985-2008
- David A. Hodell, 2008-